# Даниловка (Собинский район)
Даниловка — деревня в Собинском районе Владимирской области, входит в состав Толпуховского сельского поселения.

## География
Деревня расположена в 9 км на север от центра поселения деревни Толпухово и в 29 км на север от райцентра Собинки.

## История
В конце XIX — начале XX века деревня входила в состав Петроковской волости Владимирского уезда, с 1924 года — в составе Стародворской волости. В 1859 году в деревне числилось 51 дворов, в 1905 году — 73 двора, в 1926 году — 97 хозяйств.
С 1929 года деревня являлась центром Даниловского сельсовета Ставровского района, с 1935 года — в составе Кишлеевского сельсовета Небыловского района, с 1945 года — в составе Ставровского района, с 1965 года — в составе Собинского района, с 2005 года — Толпуховского сельского поселения.

## Население
| 1859 | 1905 | 1926 | 2002 | 2010 | 2021 |
| ---- | ---- | ---- | ---- | ---- | ---- |
| 354  | ↗440 | ↘435 | ↘11  | ↗13  | ↘6   |